# Quick et Flupke
Quim e Filipe (Quick et Flupke na versão original, em francês) é uma série de banda desenhada (português europeu) ou história em quadrinhos (português brasileiro) criada pelo autor belga Hergé, criador das Aventuras de Tintim, que foram publicadas no Le Petit Vingtième a partir de 23 de Janeiro de 1930.
Os protagonistas são dois garotos das ruas de Bruxelas chamados Quim e Filipe (na versão original Quick et Flupke, significando o último "Filipito" no dialecto brabanção). Adoram inventar toda a espécie de engenhocas, tanto inúteis como perigosas, desde carros de rolamentos até pesados planadores.
As suas travessuras só lhes criam problemas, metendo-se em grandes sarilhos com os seus pais e com as autoridades, particularmente com o agente nº 15.
Depois da Segunda Guerra Mundial, estas historias, inicialmente a preto e branco, foram coloridas e compiladas em álbuns. Os dois primeiros foram editados em Janeiro de 1949 e o 11º em Janeiro de 1969. Foi editada uma nova edição das mesmas histórias, Les exploits de Quick et Flupke ("As façanhas de Quim e Filipe"), recompiladas em seis volumes, entre 1975 e 1982. Depois da morte de Hergé em 1983, a colecção foi refundida e publicada pela Casterman em 12 volumes entre 1985 e 1991, com os seguintes títulos:
1. Haute tension (Setembro de 1985)
2. Jeux interdits (Setembro de 1985)
3. Tout va bien (Setembro de 1985)
4. Toutes voiles dehors (Setembro de 1986)
5. Chacun son tour (Janeiro de 1986)
6. Pas de quartier (Janeiro de 1987)
7. Pardon, Madame (Janeiro de 1987)
8. Vive le progrès (Setembro de 1987)
9. Catastrophe (Janeiro de 1988)
10. Farces et attrapes (Janeiro de 1989)
11. Coups de bluff (Janeiro de 1990)
12. Attachez vos ceintures (Janeiro de 1991)

A Editorial Verbo publica esta colecção em português (nos moldes da série de 1949-1969) com o título de "Aventuras e Desventuras de Quim e Filipe", sem título de álbum, numerados de 1 a 12. No Brasil foi lançada pela Editora Globo em 2013.